# Ubaldo I degli Hucpoldingi
Ubaldo, in germanico Hucpold (fl. 870), è stato un nobile franco appartenente agli Hucpoldingi.

## Biografia
La caduta del suo clan avvenuto attorno all’860 è evidente dal fatto che Ubaldo non ricoprì come il padre Hucpold una carica comitale, cosa che lo escluse dai vertici massimi del regno italico; tuttavia egli risulta comunque legato al sovrano in qualità di missus imperiale di Ludovico II. Secondo l’Epitome chronicorum Casinensium fu conte di Modena e di altri otto comitati sconosciuti.
Prima dell’871 Ubaldo fece parte di una commissione d’inchiesta volta a verificare lo stato del patrimonio del vescovado di Lucca: oltre ad Ubaldo, parteciparono i vescovi delle diocesi vicine (rispettivamente di Pistoia, retta da Oschiso, di Pisa, retta da Platone e di Firenze, retta da Andrea), il conte Ildebrando II del clan degli Aldobrandeschi ed infine il marchese ed alleato Adalberto I (cui aveva molto probabilmente sposato la figlia).
Ubaldo continuò la politica paterna volta al radicamento territoriale nel nord della Tuscia e approfondendo le relazioni con il vescovo di Firenze Andrea (fautore dell’elezione della figlia Berta a badessa dell’abbazia di S. Andrea di Firenze, cui succedute alla zia dallo stesso nome) e con il suocero e marchese Adalberto I.
Dopo la morte di Ludovico II e nei brevi anni di regno in Italia di Carlo il Calvo e Carlomanno di Baviera (tra l’875 e l’879), Ubaldo non compare nelle fonti se non forse (ma rimane solo un’ipotesi non verificabile) con l’elevazione di Carlo il Calvo a re d’Italia nell’876 a Pavia. Egli ricompare con Carlo III il Grosso, risultando suo fidelis e avente un ruolo comitale, operante nelle zone di Piacenza, area sotto il controllo comitale e vescovile del clan rivale dei Supponidi. Egli risulta il destinatario di una lettera del sovrano, in cui chiedeva di proteggere gli interessi degli ecclesiastici della chiesa di S. Antonino sulle terre donate dalla vedova Teuteberga all'ente religioso per l’anima di Lotario II. Ubaldo fu poi chiamato di nuovo a difendere l’ente nuovamente tempo dopo.

### L’epoca post-carolingia
Assieme al (molto probabile) cognato ed alleato Adalberto II di Tuscia, Ubaldo appoggiò le rivendicazioni di Guido di Spoleto contro Berengario del Friuli, legandosi quindi alla dinastia spolentina dei Guidonidi. Secondo i Gesta Berengarii Imperatoris, partecipò alla battaglia della Trebbia dell’889 con 300 uomini. La battaglia fu vinta da Guido, il quale divenne re d’Italia e venne incoronato dal papa imperatore. Berengario però, tutt'altro che sconfitto, chiese aiuto ad Arnolfo di Carinzia, il quale inviò in Italia suo figlio Sventiboldo ad aiutare Berengario a rivendicare il trono. Questo assediò Guido, Ubaldo e altri a Pavia, durante la quale Ubaldo, secondo Liutprando di Cremona nella sua Antapodosis, ingaggiò un duello con un bavaro che sbeffeggiava le schiere italiche, uccidendolo.
Sotto la dinastia spoletina vennero creati nuovi comitati e marche, alcune delle quali nel modenese e nell'Appennino bolognese, contesi ben presto dai clan dei Supponidi e degli Hucpoldingi, che si stavano entrambi insediando nell'area. Ravenna assunse sotto i sovrani spoletini un ruolo cruciale (in questa città Lamberto venne elevato a co-imperatore del padre da papa Formoso), facendo sì che i legami aristocratici intessuti dal padre Hucpold fossero ulteriormente valorizzati (anni prima infatti la figlia di quest'ultimo e dunque sorella di Ubaldo, Engelrada, aveva sposato il duca della città): l’appoggio degli Hucpoldingi fu infatti essenziale per la dinastia spoletina per avere l'appoggio del duca Martino, al quale fu conferito il titolo di comes e usato per espandere il potere regio in un territorio ai margini del regno.

## Famiglia e figli
Egli molto probabilmente sposò una figlia dal nome sconosciuto di Adalberto I, fatto deducibile dall'onomastica dei figli, la quale riprende i nomi degli Adalbertingi.
Essi ebbero come figli:
- Bonifacio[20];
- Berta II, badessa dell’abbazia di S. Andrea, che succedette all'omonima zia[4][20];
- Angelberto (forse), conte, che sposò una certa Maria[21];
- Una figlia dal nome sconosciuto (forse), che andò in sposa ad Almerico I dei Didonidi[22], parente del vescovo di Parma Wibodo[22]; essi ebbero Almerico II[21];
- Una figlia dal nome sconosciuto (forse), che forse sposò il conte di Modena Suppone IV, della dinastia dei Supponidi[21][23].